# Nationalfonden för sjökrigets offer
Nationalfonden för sjökrigets offer är en fond för att hedra bortgångna svenska sjömäns minne, bildad strax efter första världskriget. 
Fonden bildades på förslag av generalkonsul Gustaf E. Sandström i Göteborg. Hans förslag var att inrätta en fond för att hedra bortgångna sjömäns minne efter första världskriget, då många svenska sjömän omkom. Sandströms förslag mottogs väl och en rad framstående personer anslöt sig till hans idé. De skickade ut ett första upprop för fondens bildande i mars 1919 där det bland annat stod:
| ”                                 | För en stor del av vårt lands befolkning har de gångna krigsåren varit en tid av umbäranden av lidanden, men alla hafva vi dock förskonats från den näst krigets elände största olycka, som kan drabba ett folk - hungersnöden. Härför står nationen främst i tacksamhetsskuld hos dem, som med trofast pliktuppfyllelse och ädelt mannamod trotsat krigets faror för att hålla lands tillförselsvägar öppna och bringa hem de förnödenheter, med vilka vi kunnat bekämpa hungern och arbetslösheten... Har vårt sjöfolk med livet som insats på havets farofyllda valplats fullföljt sitt fredliga värv. | „ |
| – Till minnet av sjökrigets offer | |   |

Uppropet var bland annat undertecknat av Hjalmar Branting, Dan Broström, Erik Palmstierna och Hugo Hamilton.
Fonden bildades officiellt vid ett möte i Stockholm 30 april 1919. Dess syfte fastställdes då till att vara att hedra minnet av svenska sjömän som omkommit eller skadats under första världskriget genom att ge understöd åt skadade sjömän och änkor efter omkomna sjömän samt att verka för uppförandet av ett monument till dessa sjömäns minne och heder. För dessa ändamål samlades pengar in från både allmänheten och företag och organisationer. Fonden förvaltades av en styrelse på nio personer, utvalda från bland annat Sveriges Redarförening och flera av sjöfolkets fackföreningar. Detta var ett av de första exempel på partsammansatta styrelser inom sjöfartsbranschen.
Nationalfonden för sjökrigets offer delade ut understöd från januari 1920 fram till åtminstone mitten av 1930-talet. Deras mål med ett minnesmonument för de omkomna svenska sjömännen realiserades då Sjömanstornet i Göteborg invigdes 14 juli 1933. På tornets sockel finns namnen på 690 omkomna svenska sjömän inhuggna. Högst upp på tornet finns också skulpturen Kvinna vid havet, vilken hedrar och påminner om sjömännens närstående.